# ラロトンガ王国

ラロトンガ王国
Mātāmuatanga Rarotonga (ラロトンガ語)
Kingdom of Rarotonga (英語)

国歌: God Save the Queen（英語）
女王陛下万歳（1888年 - 1893年）

ラロトンガ王国の位置

1858年から1888年まで用いられたラロトンガ王国の国旗。3つの星はラロトンガの主要部族（ヴァカ）であるタキトゥム、テ・アウ・オ・トンガ、プアイクラを指す。

ラロトンガ王国（ラロトンガおうこく、英語: Kingdom of Rarotonga、ラロトンガ語: Mātāmuatanga Rarotonga) は、1858年に現在のクック諸島に建国された独立王国である。国名はラロトンガ島に由来する。1888年に進んでイギリスの保護国となり、1893年からはクック諸島連邦を名乗った。

## 建国
南クック諸島では早期から主要なアリキ（酋長）たちが改宗したことで、急速にキリスト教が広まった。アリキと宣教師たちは協力して、暴力による紛争解決の禁止などを定める法典を作成した。これにより、この地域は類を見ない政治的安定を享受することになった。1881年、イギリス植民地省は、ニュージーランドの権益を守るため、南方諸島に何らかの保護をかけることが必要だと決議した。またイギリス政府は現地のヨーロッパ人貿易商や農場主からの陳情を受け、ハーヴェイ島に無給のイギリス領事を置いた。

## イギリスの保護国
1885年10月、植民地省はニュージーランド自治植民地からの要請を受け入れ、ニュージーランドが任命する有給の領事がイギリスの公式な代表としてラロトンガで活動することを認めた。またこの領事には、アリキらによる行政法の起草を補佐し、ニュージーランド総督の名において承認あるいは却下する権限も与えられた。1888年、女王マケア・タカウ・アリキは差し迫ったフランスの侵略の脅威を払拭するべく、正式にイギリス政府にラロトンガの保護国化を申し入れた。これを受けイギリス政府は、親イギリス住民とニュージーランド貿易を保護するため南方諸島全域を保護領と宣言し、それまで副領事格だったラロトンガ領事府をその全域の植民地政府へ格上げした。また環礁を主とする北クック諸島も、将来の太平洋横断ケーブル基地候補としてイギリス保護領クック諸島に併合されることになった。

## 連邦化
1890年、新任のイギリス駐在官フレデリック・モスはラロトンガのアリキを説得し、彼らの議会を、ラロトンガ全域を統括する初めての政府とした。翌年、ラロトンガや南クック諸島のアリキの代表たちは、南クック諸島における最初の連邦君主制法を制定した。しかし19世紀末の議会侵攻は難航し、一部のアリキや貴族たちは次々と提議される改革にあまり賛同を示さなかった。

## その後
イギリス政府はラロトンガの統治に消極的で、ニュージーランドやこの地域のヨーロッパ人住民からは、ラロトンガをニュージーランドに併合させるよう継続的に圧力がかかっていた。一方ラロトンガの先住民たちとニュージーランド政府の関係は良好ではなく、2人のアリキがニュージーランド首相リチャード・セドンに対し、クック諸島の伝統的指導者たちはこのままイギリスに併合されることを望んでいると申し入れている。1900年9月27日、ニュージーランド議会はクック諸島のニュージーランドへの併合を決議し、翌月にニュージーランド総督ランファーリー卿がラロトンガ島に上陸した。結局アリキ5人と下位の首長7人が併合に同意する署名を行い、クック諸島は10月7日に一切の反対議論や検討なしに無条件でニュージーランドに併合された。
1901年6月11日、ニュージーランドの国境がクック諸島を含む線に改定され、アリキらは権力を失った。